# Ле Муан, Анна
А́нна Мари́я Ле Муа́н (швед. Anna Maria Le Moine, урождённая Бе́ргстрём, швед. Bergström, известна также под фамилией бывшего мужа Сверд, швед. Svärd; род. 30 октября 1973, Сверг, Емтланд) — шведская кёрлингистка.
В составе женской сборной Швеции двукратная олимпийская чемпионка (2006, 2010 годов), двукратная чемпионка мира, четырёхкратная чемпионка Европы. Пятикратная чемпионка Швеции среди женщин. В составе юниорской женской сборной Швеции призёр и участник юниорских чемпионатов мира, трёхкратная чемпионка Швеции среди юниоров.
Играла в основном на позициях первого и второго.
В 2021 вместе со всей командой скипа Анетте Норберг, двукратными олимпийскими чемпионами, введена в Международный зал славы кёрлинга.

## Достижения
- Зимние Олимпийские игры: золото (2006, 2010).
- Чемпионат мира по кёрлингу среди женщин: золото (2005, 2006).
- Чемпионат Европы по кёрлингу: золото (2003, 2004, 2005, 2007), серебро (1999, 2008).
- Чемпионат Швеции по кёрлингу среди женщин: золото (1999, 2004, 2005, 2007, 2008), бронза (2009).
- Чемпионат мира по кёрлингу среди юниоров: серебро (1995), бронза (1994).
- Чемпионат Швеции по кёрлингу среди юниоров: золото (1993, 1994, 1995).
- Континентальный Кубок по кёрлингу (в составе команды «Мир»): золото (2006, 2008), серебро (2004).

- «Команда всех звёзд» чемпионата мира среди юниоров: 1994.

## Команды
| Сезон   | Четвёртый         | Третий            | Второй         | Первый           | Запасной                                                                          | Турниры                                |
| ------- | ----------------- | ----------------- | -------------- | ---------------- | --------------------------------------------------------------------------------- | -------------------------------------- |
| 1992—93 | Ульрика Бергман   | Маргарета Линдаль | Анна Бергстрём | Elenor Mattsson  | Maria Zackrisson                                                                  | ЧШЮ 1993 · ЧМЮ 1993 (5 место)          |
| 1993—94 | Ульрика Бергман   | Маргарета Линдаль | Анна Бергстрём | Maria Zackrisson | Мария Энгхольм                                                                    | ЧШЮ 1994 · ЧМЮ 1994                    |
| 1994—95 | Ульрика Бергман   | Маргарета Линдаль | Анна Бергстрём | Maria Zackrisson | Мария Энгхольм                                                                    | ЧШЮ 1995 · ЧМЮ 1995                    |
| 1995—96 | Ульрика Бергман   | Маргарета Линдаль | Анна Бергстрём | Linda Kjerr      | Анна Блум                                                                         | ЧШЮ 1996                               |
| 1998—99 | Маргарета Линдаль | Ульрика Бергман   | Анна Бергстрём | Maria Zackrisson |                                                                                   | ЧШЖ 1999                               |
| 1999—00 | Маргарета Линдаль | Ульрика Бергман   | Анна Бергстрём | Maria Zackrisson | Мария Энгхольм тренеры: Lars Carlsson, Стефан Хассельборг                         | ЧЕ 1999                                |
| 2000—01 | Маргарета Линдаль | Ульрика Бергман   | Анна Бергстрём | Maria Zackrisson |                                                                                   |                                        |
| 2001—02 | Маргарета Линдаль | Ульрика Бергман   | Анна Бергстрём | Maria Zackrisson |                                                                                   |                                        |
| 2003—04 | Анетте Норберг    | Ева Лунд          | Катрин Норберг | Анна Бергстрём   | Мария Прюц (ЧЕ) Ульрика Бергман (ЧМ) тренер: Стефан Лунд                          | ЧЕ 2003 · ЧШЖ 2004 · ЧМ 2004 (6 место) |
| 2004—05 | Анетте Норберг    | Ева Лунд          | Катрин Линдаль | Анна Бергстрём   | Ульрика Бергман (ЧЕ, ЧМ) тренер: Стефан Лунд                                      | ЧЕ 2004 · ЧШЖ 2005 · ЧМ 2005           |
| 2005—06 | Анетте Норберг    | Ева Лунд          | Катрин Линдаль | Анна Сверд       | Ульрика Бергман тренеры: Стефан Лунд (ЧЕ, ЗОИ) Стефан Хассельборг (ЧЕ, ЗОИ, ЧМ)   | ЧЕ 2005 · ЗОИ 2006 · ЧМ 2006           |
| 2006—07 | Анетте Норберг    | Ева Лунд          | Катрин Линдаль | Анна Сверд       | Ульрика Бергман (ЧМ) тренер: Стефан Лунд                                          | ЧШЖ 2007 · ЧМ 2007 (6 место)           |
| 2007—08 | Анетте Норберг    | Ева Лунд          | Катрин Линдаль | Анна Сверд       | Мария Прюц (ЧЕ) тренер: Стефан Лунд                                               | ЧЕ 2007 · ЧШЖ 2008                     |
| 2008—09 | Анетте Норберг    | Ева Лунд          | Катрин Линдаль | Анна Сверд       | Кайса Бергстрём (ЧЕ) тренер: Стефан Лунд                                          | ЧЕ 2008 · ЧШЖ 2009                     |
| 2009—10 | Анетте Норберг    | Ева Лунд          | Катрин Линдаль | Анна Сверд       | Кайса Бергстрём (ЧЕ, ЗОИ) тренеры: Стефан Лунд (ЧЕ, ЗОИ) Стефан Хассельборг (ЗОИ) | ЧЕ 2009 (5 место) · ЗОИ 2010           |

(скипы выделены полужирным шрифтом)

## Частная жизнь
Её младшая сестра — кёрлингистка Кайса Бергстрём, олимпийская чемпионка 2010 года, призёр женского чемпионата мира 2009. Она была запасной в команде Анны на чемпионатах Европы и Олимпийских играх в сезонах 2008—2009 и 2009—2010.